# ボーウェン・ヤン
ボーウェン・ヤン（Bowen Yang、楊 柏文、1990年11月6日 - ）は中国系アメリカ人のコメディアン、俳優。

## 来歴
1990年、オーストラリアのクイーンズランド州に生まれる。中国系の家系で、一家は1986年に中国から移民としてオーストラリアへ渡った。ボーウェンが6歳の時に、一家はカナダのモントリオールへ移り住んだ。3年後に再び引っ越しをしアメリカ合衆国のコロラド州オーロラへ移住。地元の高校を優秀な成績で卒業し、2008年にニューヨーク大学へ進学。在学中は、即興コメディグループ「デンジャーボックス」にも所属し、コメディアンとして才覚を発揮していく。もともとは医師を目指しており、同大学では医学進学クラスに通って、化学の学士号を取得したが、もともと好きだった演劇への影響で、エンターテイメントの世界へ進んだ。
2018年にアメリカで放送している長寿コメディ番組「サタデー・ナイト・ライブ」に脚本家として雇用される。脚本家としては21のエピソードの脚本を担当したが、2019年にはキャストとして昇格。同番組では最初の中国系アメリカ人出演者となった。それまでそもそもアジア系のレギュラーキャストがいなかったこともあり、初のアジア人レギュラーとして活躍することとなる。同番組内外での活躍が認められ、2021年には雑誌「タイム」の「最も影響がある100人」へも選ばれた。

### 私生活
ゲイであることを公表しており、「SNL」では3番目のゲイのキャストとなった。
2025年1月には、プライベートで来日もしており、自身のInstagramでは、ボーウェンが東京の電車に乗る写真もアップされている。

## 出演作品

### 映画
| 放映年 | 邦題 原題                                                                           | 役名                 | 備考                 |
| ------ | ----------------------------------------------------------------------------------- | -------------------- | -------------------- |
| 2019年 | ロマンティックじゃない? Isn't It Romantic?                                          | ドニーの友人         |                      |
| 2020年 | シケイダ Cicada                                                                     | ハドソン             |                      |
| 2022年 | ザ・ロストシティ The Lost City                                                      | レイ                 |                      |
| 2022年 | ファイヤー・アイランド Fire Island                                                  | ホーウィー           |                      |
| 2022年 | ブラザーズ・ラブ Bros                                                               | ローレンス・グレイプ |                      |
| 2022年 | ナイト ミュージアム/カームンラーの大脱走 Night at the Museum: Kahmunrah Rises Again | ロニー               | アニメ映画・声の出演 |
| 2023年 | モンキー・キング The Monkey King                                                    | ドラゴン・キング     | アニメ映画・声の出演 |
| 2023年 | ディックス!! ザ・ミュージカル Dicks: The Musical                                    | 神様                 |                      |
| 2023年 | グッド・バーガー2 Good Burger 2                                                     | 本人役               |                      |
| 2024年 | ガーディアンと魔法の虎 The Tiger's Apprentice                                       | シドニー             |                      |
| 2024年 | ねこのガーフィールド The Garfield Movie                                             | ノーラン             | 声の出演             |
| 2024年 | ウィキッド ふたりの魔女 Wicked                                                      | ファニー             |                      |
| 2025年 | ウェディング・バンケット The Wedding Banquet                                        | クリス               |                      |

### テレビシリーズ
| 放映年        | 邦題 原題                                                      | 役名               | 備考                               |
| ------------- | -------------------------------------------------------------- | ------------------ | ---------------------------------- |
| 2013年        | ブロード・シティ Broad City                                    | 販売員             | 2エピソード出演                    |
| 2019年 - 現在 | サタデー・ナイト・ライブ Saturday Night Live                   | レギュラーキャスト | 76エピソード出演 ※21エピソード脚本 |
| 2020年        | アンブレイカブル・キミー・シュミット Unbreakable Kimmy Schmidt | 金正恩             | 1エピソード出演                    |
| 2020年        | カーダシアン家のセレブな日常 The Kardashians                   | 本人役             | 1エピソードゲスト出演              |
| 2024年        | ファンタスマス Fantasmas                                       | ドードー           | 1エピソード出演                    |

### テレビアニメ
| 放映年 | 邦題 原題                                                                | 役名                     | 備考                                                                            |
| ------ | ------------------------------------------------------------------------ | ------------------------ | ------------------------------------------------------------------------------- |
| 2020年 | アーチャー Archer                                                        | ウィン・リー             | 1エピソードに声の出演                                                           |
| 2023年 | ザ・シンプソンズ The Simpsons                                            | リチャード               | 1エピソードに声のゲスト出演 「Homer's Adventures Through the Windshield Glass」 |
| 2023年 | グレムリン Gremlins: Secrets of the Mogwai                               | Celestrial Administrator | 4エピソードに声の出演                                                           |
| 2024年 | ジェントリー・チャウ vs. 魔界のモンスター Jentry Chau vs. The Underworld | エド                     | 13エピソードに声の出演                                                          |